# Noruega en los Juegos Olímpicos de Estocolmo 1912
Noruega estuvo representada en los Juegos Olímpicos de Estocolmo 1912 por un total de 190 deportistas que compitieron en 14 deportes.  

## Medallistas
El equipo olímpico noruego obtuvo las siguientes medallas:
| Nombre | Deporte            | Competición                             |
| --- | ------------------ | --------------------------------------- |
| Oro |                    |                                         |
| Ferdinand Bie | Atletismo          | Pentatlón M                             |
| Equipo | Gimnasia artística | Sistema libre M                         |
| Thoralf Glad Thomas Aas Andreas Brecke Torleiv Corneliussen Christian Jebe                                                                     | Vela               | 8 Metre M                               |
| Alfred Larsen Johan Anker Nils Bertelsen Halfdan Hansen Magnus Konow Petter Larsen Eilert Falch-Lund Christian Staib Arnfinn Heje Carl Thaulow | Vela               | 12 Metre M                              |
| Plata |                    |                                         |
| Gudbrand Skatteboe Ole Sæther Østen Østensen Albert Helgerud Olaf Sæther Einar Liberg                                                          | Tiro               | Rifle libre por eqs. M                  |
| Bronce |                    |                                         |
| Equipo | Gimnasia artística | Sistema sueco M                         |
| Henry Larsen Mathias Torstensen Theodor Klem Haakon Tønsager Ejnar Tønsager                                                                    | Remo               | Cuatro con timonel (M4+) M              |
| Claus Høyer Reidar Holter Magnus Herseth Frithjof Olstad Olaf Bjørnstad                                                                        | Remo               | Cuatro con timonel inriggers (M4+) M    |
| Molla Bjurstedt | Tenis              | Individual F                            |
| Engebret Skogen | Tiro               | Rifle militar en tres posiciones 50 m M |